# Aphyosemion tirbaki
Aphyosemion tirbaki és una espècie de peix de la família dels aploquílids i de l'ordre dels ciprinodontiformes.

## Morfologia
Els mascles poden assolir els 3,9 cm de longitud total.

## Distribució geogràfica
Es troba a Àfrica: Gabon.